# Hendrik Cornelis

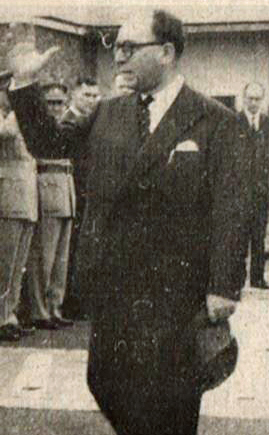
Gouverneur-Generaal hendrik Cornelis voor vertrek in Congo

Hendrik Arthur Adolf Marie Christopher Cornelis (Oudenaarde, 18 september 1910 – Chaumont-Gistoux, 1999) was een Belgisch koloniaal ambtenaar en de laatste gouverneur-generaal van Belgisch-Congo van 12 juli 1958 tot de onafhankelijkheid op 30 juni 1960.
Cornelis volgde een opleiding economie aan de Katholieke Universiteit Leuven, die hij na de vernederlandsing van de Universiteit van Gent ginds voortzette, waar hij ook een licentiaat koloniale wetenschappen behaalde en doctoreerde in de economie. Te Gent richtte hij mede de Oudenaardse hoogstudentenclub LAETITIA op, waarvan hij secretaris werd.
Voor bewezen diensten in Belgisch-Congo werd hij benoemd tot eregouverneur-generaal. Na zijn koloniale loopbaan zou hij onder andere bedrijven leiden die actief waren in Congo.